# Mad Man Moon
Mad Man Moon ist ein Lied der britischen Rockband Genesis aus dem Jahr 1976, das auf dem siebten Studioalbum A Trick of the Tail erschien.

## Entstehung und Veröffentlichung
Getextet und komponiert wurde das Lied alleine von Genesis-Mitglied Tony Banks, als die Band mit der Arbeit an A Trick of the Tail begannen. Er sagte dazu: „Ich hatte ein paar fertige Stücke zur Verfügung, die ich mit Blick auf ein mögliches Soloalbum geschrieben hatte, darunter eine komplette Version von Mad Man Moon … aber ich hatte die Entscheidung getroffen, dass wir, wenn wir mit der Gruppe weitermachen wollten, alles zusammenlegen müssten.“ Zusammen mit David Hentschel und den restlichen Genesis-Mitgliedern zeichnete Banks auch für die Produktion verantwortlich. Phil Collins übernahm nach Peter Gabriels Ausstieg den Gesang: „Einige Songs sind besonders anspruchsvoll. Mad Man Moon etwa, ein Titel von Tony – und gerade Tonys Melodien liegen jenseits meiner üblichen Komfortzone, vor allem, wenn man sie auf dem Weg ins Studio noch schnell lernen muss. Doch im Lauf der Jahre werde ich mich daran gewöhnen.“
Die Erstveröffentlichung von Mad Man Moon erfolgte am 20. Februar 1976 bei Charisma Records, als Teil des siebten Genesis-Studioalbums A Trick of the Tail (Katalognummer: 6369 974). Da der auskomponierte Mittelteil bei einer Liveaufführung zwei Keyboarder erfordert hätte, wurde das Stück nie live gespielt.

## Inhalt
Im Text erzählt der Protagonist, wie er einst auszog, um nach etwas Neuem zu suchen, und schließlich in der Wüste gelandet ist; nun sehnt er sich zurück. Manche Rezensenten vermuten, dass sich der Text darauf bezieht, dass Peter Gabriel kurz zuvor die Band verlassen hatte; andere sehen Bezüge zu The Pilgrim’s Progress (1678/84) von John Bunyan.
Tony Banks war mit seiner Komposition zufrieden: „Ich weiß nie so genau, was einen Akkordwechsel besser klingen lässt als einen anderen. Ich denke, viel davon hängt davon ab, wie es sich auf dem Keyboard anfühlt. Manche Dinge fühlen sich einfach schön an, wenn man sie spielt. Ein Beispiel ist die Haupt-Akkordfolge in Mad Man Moon. Sie passte so gut auf die Hände. Ich mag es, wenn es etwas Ungewöhnliches in einer Akkordfolge gibt. Es muss nicht bizarr sein, nur ungewöhnlich... Einer meiner Lieblings-Akkordwechsel aller Zeiten kommt am Ende von „Mad Man Moon“, wenn man aus dem Mittelteil in die letzte Strophe kommt. Er geht von E♭m7 zu Gm7 mit einem D im Bass. Es ist eine Art aufmunternder Wechsel. Und es gibt viele solcher Wechsel, die herumliegen und die wir nur einmal verwenden.“

## Besetzung
- Tony Banks – Klavier, Orgel, Synthesizer
- Phil Collins – Leadgesang, Begleitgesang, Schlagzeug
- Steve Hackett – E-Gitarre
- Mike Rutherford – Bassgitarre